# 黒船 (音楽グループ)
尺八デュオ黒船（しゃくはちデュオ くろふね、Shakuhachi Duo "KUROFUNE"）は、叙趣と秀による多国籍音楽ユニット。尺八とピアノによるオリジナル楽曲と尺八古典本曲を特徴としている。

## 概要
2008年、尺八の修行・研究中に出会った叙趣（ニューヨーク出身、アメリカ人）、秀（大阪府吹田市出身）の2人によって奈良にて結成、異色の国際派尺八デュオユニットとして同年12月に奈良県當麻寺中之坊にて初公演を行う。
2009年は古都・奈良を中心に平城遷都1300年祭前夜祭、武生音楽祭プレイベント、国際会議ISMIRなど多数のイベントに出演。夏にはカナダ～アメリカにむけてのコンサートツアーを成功させるなど、国内外を舞台に躍動しメディアからも度々取り上げられるようになる。
2010年春、2人そろって博士号を取得、大学院を修了。半年ほどの活動休止期間を終え再始動。書きためた曲を引っさげ日本全国巡礼ツアー（奈良、熊本、名古屋、福井、秋田、岐阜、和歌山）を成功させる。9月、APEC（環太平洋国際協力会議）観光大臣会合のレセプションにてパフォーマンスを披露、特に尺八+ピアノのオリジナル曲「咲く良」はアメリカ合衆国VIP等から絶賛される。
2011年1月、メンバー・叙趣が父親の看病を理由に帰国。これによって以降、黒船の演奏活動は当分の間、日本は秀が中心に、アメリカは叙趣が中心に担当することになる。
黒船はアメリカ人と日本人の多国籍和楽器ユニットが特徴であるが、もう一つの特徴は、オリジナリティ、ポピュラリティ、アイデンティティを高いレベルで確立するためのセルフプロデュース能力にある。そのことが伝統楽器の古典的魅力を第一とする本人たちの信条と理念を維持しながらも、老若男女、国境を越えて理解しやすいオリジナル曲の制作意欲につながっている。

## メンバー
- 叙趣（Josh）- 尺八・作曲を担当。アメリカ人。NY州バッファロー出身。博士（社会学）
- 秀（Hide）- 尺八・作編曲・サウンドプロデュースを担当。日本人。博士（芸術・作曲）

## 作品

### アルバム
1. 白鳳音（叙趣ソロ、秀サウンドプロデュース）（2008年12月）
2. 平城遷都1300年前夜祭記念-黒船miniCD-（限定50枚、2009年8月）
3. 黒船（1stアルバム（2009年3月）
4. 平城遷都1300年記念-黒船miniアルバム-「ならのうた」（非売品限定配布、2010年8月）
5. まほろば（叙趣ソロ、秀サウンドプロデュース、2010年8月21日発売）
6. 風航（2ndアルバム、2010年12月発売）

### テレビ
- いいなら発見!（NHK、2008年） スミス叙趣特集
- NEWSゆう+（朝日放送、2010年6月） 叙趣・黒船特集。「咲く良」、「風」がBGMで使用される。
- 熱中スタジアム（NHK-BS、2010年10月） 奈良特集に出演、叙趣「咲く良」を演奏。
- FNNスーパーニュースアンカー（関西テレビ、2010年11月） 叙趣・黒船特集。

### ラジオ
- ラジオビタミン（NHKラジオ第1放送、2010年4月） スミス叙趣「鹿遠音」「葛城の子守歌」を放送。
- 他、NPR（米/全国放送）やWBFO88.7（NY）、WNED94.5（NY-加）等。